# Park Narodowy Walpole-Nornalup

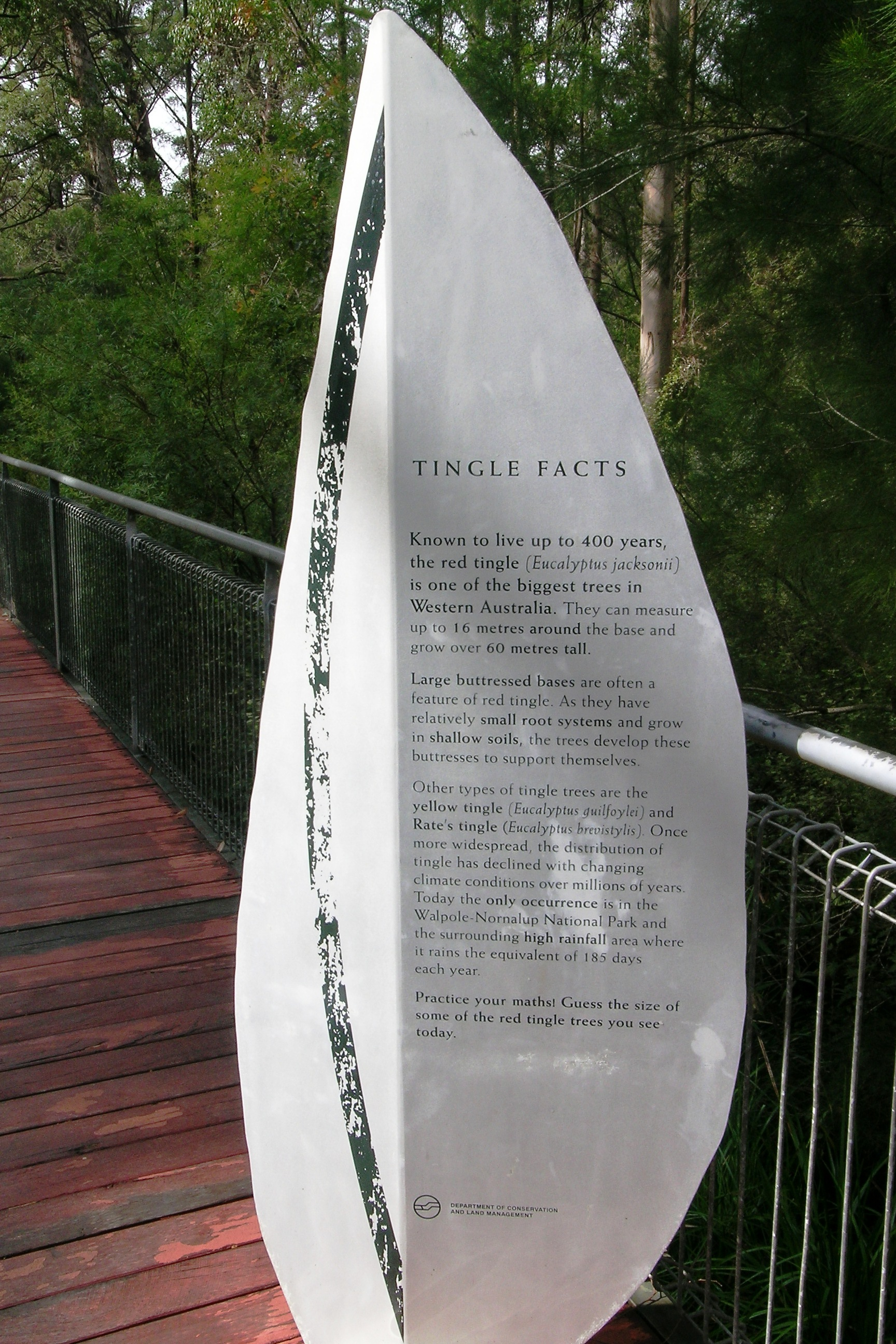
Informacje na temat Red Tingle na jednej z tablic informacyjnych w parku

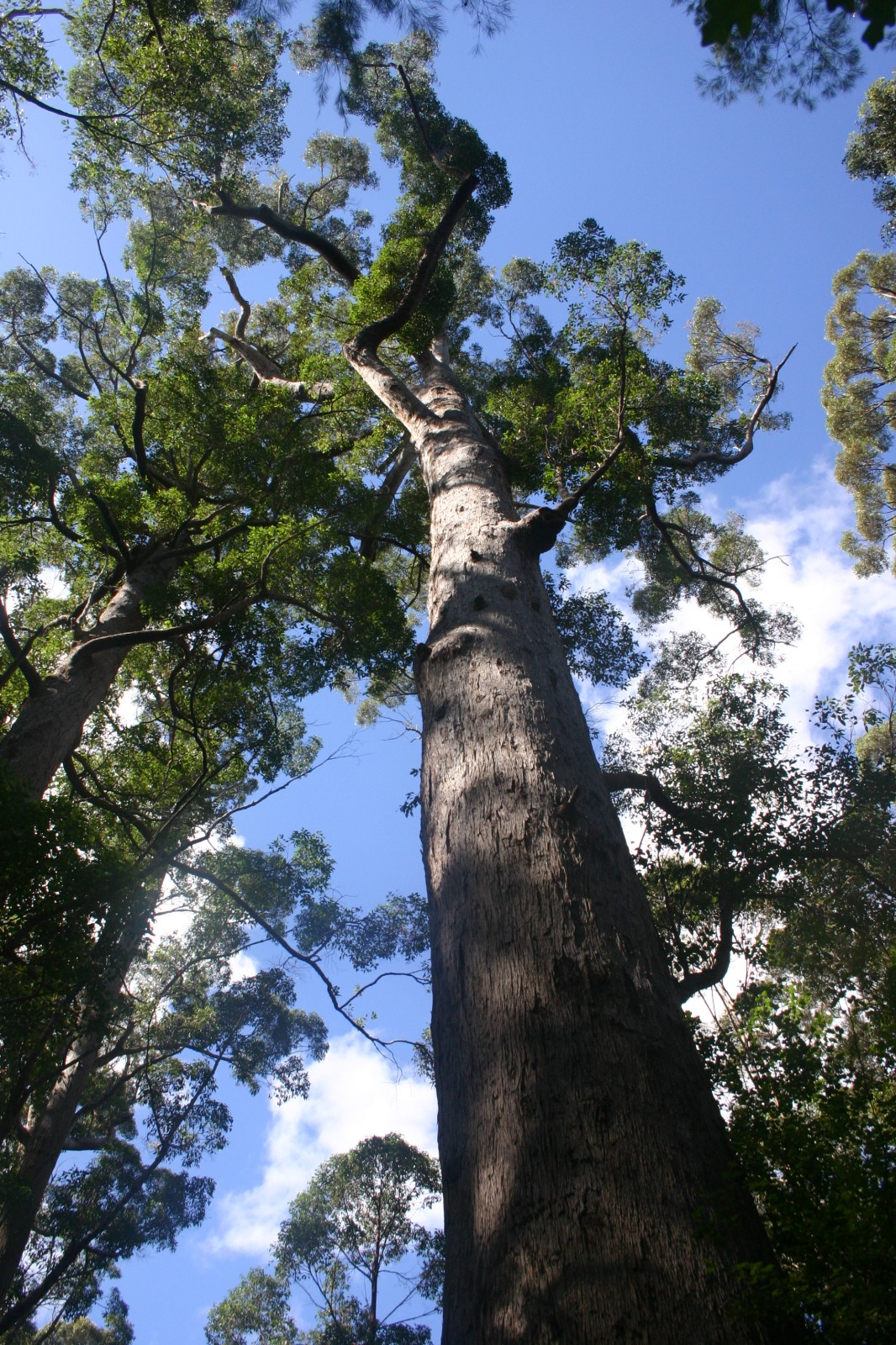
Drzewo eukaliptusa Red Tingle

Park Narodowy Walpole-Nornalup – australijski park narodowy położony w południowej części Australii Zachodniej, 344 km na południe od Perth, założony w 1957, obejmuje powierzchnię 194 km².

## Historia
Tereny obecnego parku narodowego były zamieszkiwane przez aborygenów od co najmniej 40 tys. lat, a najstarsze artefakty znalezione w jego okolicach datowane są na ok. 6800 lat. Plemiona aborygeńskie zamieszkujące te obszary określane są jako „Minang” („południowcy”, „ludzie południa”). Pierwszymi Europejczykami w tej części wybrzeża Australii byli holenderscy żeglarze, którzy dotarli tam na pokładzie „Gulden Zeepaerd” w 1627, ale pierwsi osadnicy pojawili się dopiero w 1910, kiedy przybyła tu rodzina Bellangerów. Ten unikatowy obszar otrzymał status parku narodowego już w 1924 (Nornalup National Park), a w obecnej formie Park Narodowy Walpole-Nornalup istnieje od 1972.

## Środowisko
Teren parku porasta przynajmniej 698 gatunków roślin (ważniejsze z nich to Banksia verticillata, Boronia virgata, Hakea elliptica i Cephalotus follicularis), w tym 4 gatunki eukaliptusów, które są endemiczne dla tego rejonu i przynajmniej 104 gatunków storczykowatych. Na terenie parku mieszka 19 gatunków ssaków (m.in. kuoka, myszowór pędzloogonowy, krótkonos brązowy, pałanka kuzu, Sminthopsis griseoventer, oposy karłowate, Dasyurus geoffroii, pałanka wędrowna i kangur szary), 109 gatunków ptaków (między innymi: chwostka jasnowąsa, kruczyna czarnolica, fletówka żółtobrzucha, chwostka wspaniała, gwizdacz białopierśny, skalinek szkarłatny, lamparcik plamisty, solnik białobrewy, kraśniczek czerwonouchy, nektarynka złotoucha i czubiec) i 22 gatunki gadów. Park otrzymuje ok. 1200 mm opadów deszczu rocznie, na jego terenie pada przez ponad 180 dni w roku.

### Atrakcje turystyczne
Najbardziej znaną częścią parku jest tzw. Valley of the Giants (Dolina Gigantów), w której znajdują się dwie atrakcje turystyczne – Tree Top Walk i Ancient Walk.
Tree Top Walk (w wolnym tłumaczeniu „spacer wśród koron drzew”) to zawieszona 40 m nad poziomem ziemi żelazna kładka położona wśród wysokich eukaliptusów z gatunku karri i red tingle. W odróżnieniu od wielu podobnych kładek w innych miejscach na świecie, które zazwyczaj są dość niestabilne, Tree Top Walk składa się z serii kratownic opierających się na stalowych pylonach wbitych w dno doliny, a ścieżka jest dostępna nawet dla osób poruszających się na wózkach inwalidzkich.  Łączna długość kładki wynosi 600 m, spoczywa ona na 7 pylonach wbitych w dno doliny.
Ancient Walk („spacer wśród starożytnych drzew”) to 600-metrowa ścieżka wijąca się wśród grubych, często częściowo wypalonych pni eukaliptusów red tingle (Eucalyptus jacksonii). Drzewa tego gatunku są jednymi z wielu australijskich roślin, które przystosowały się do naturalnie występujących pożarów buszu. Pomimo że dolna część ich pni często wygląda na kompletnie wypaloną, w rzeczywistości drzewa nadal żyją i rozwijają się. W Walpole-Nornalup, podobnie jak w wielu innych parkach narodowych w Australii, przeprowadzane są czasami wypalania kontrolne (backburning) mające zapobiegać poważnym pożarom buszu.

## Galeria

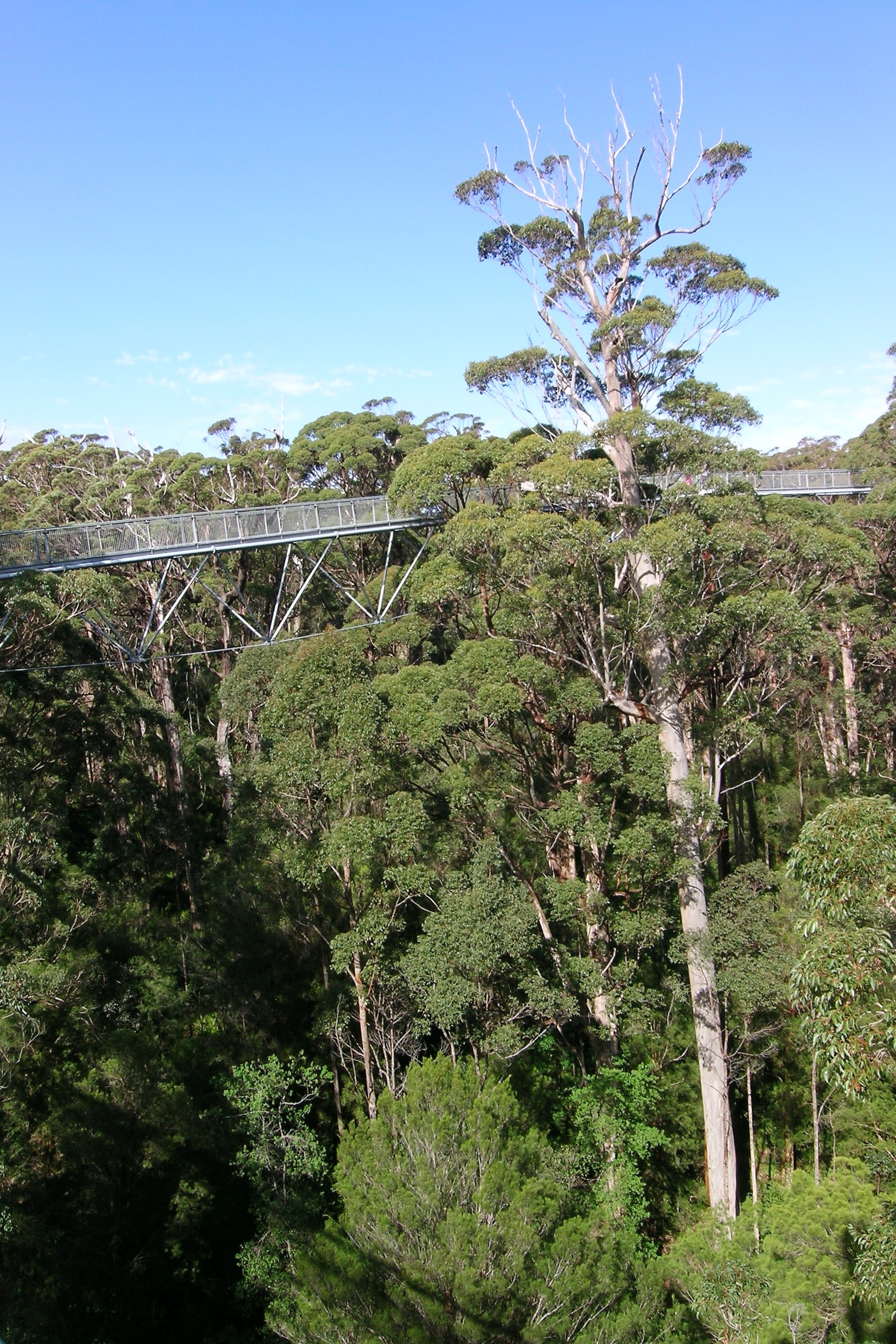
Tree Top Walk
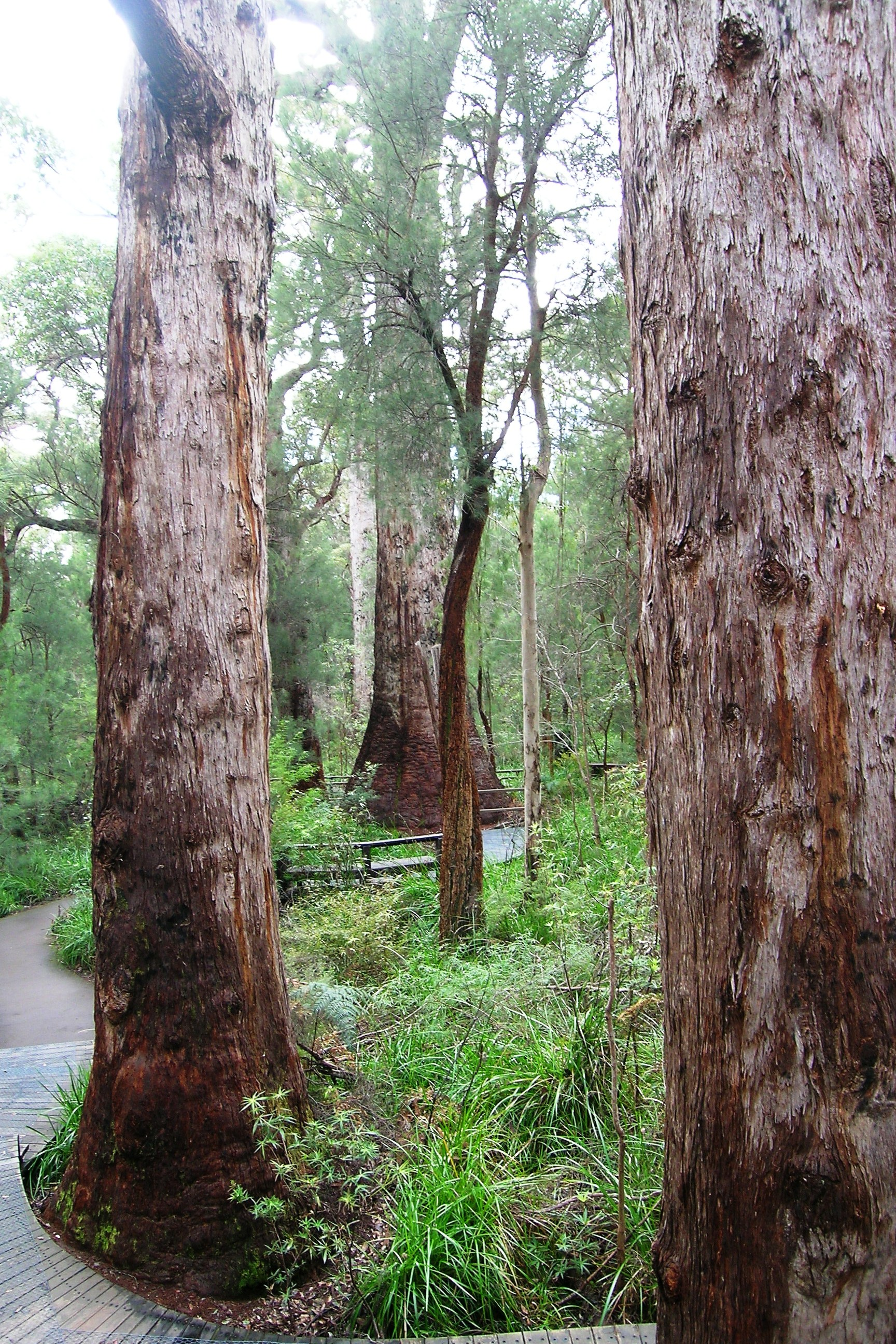
Ancient Walk
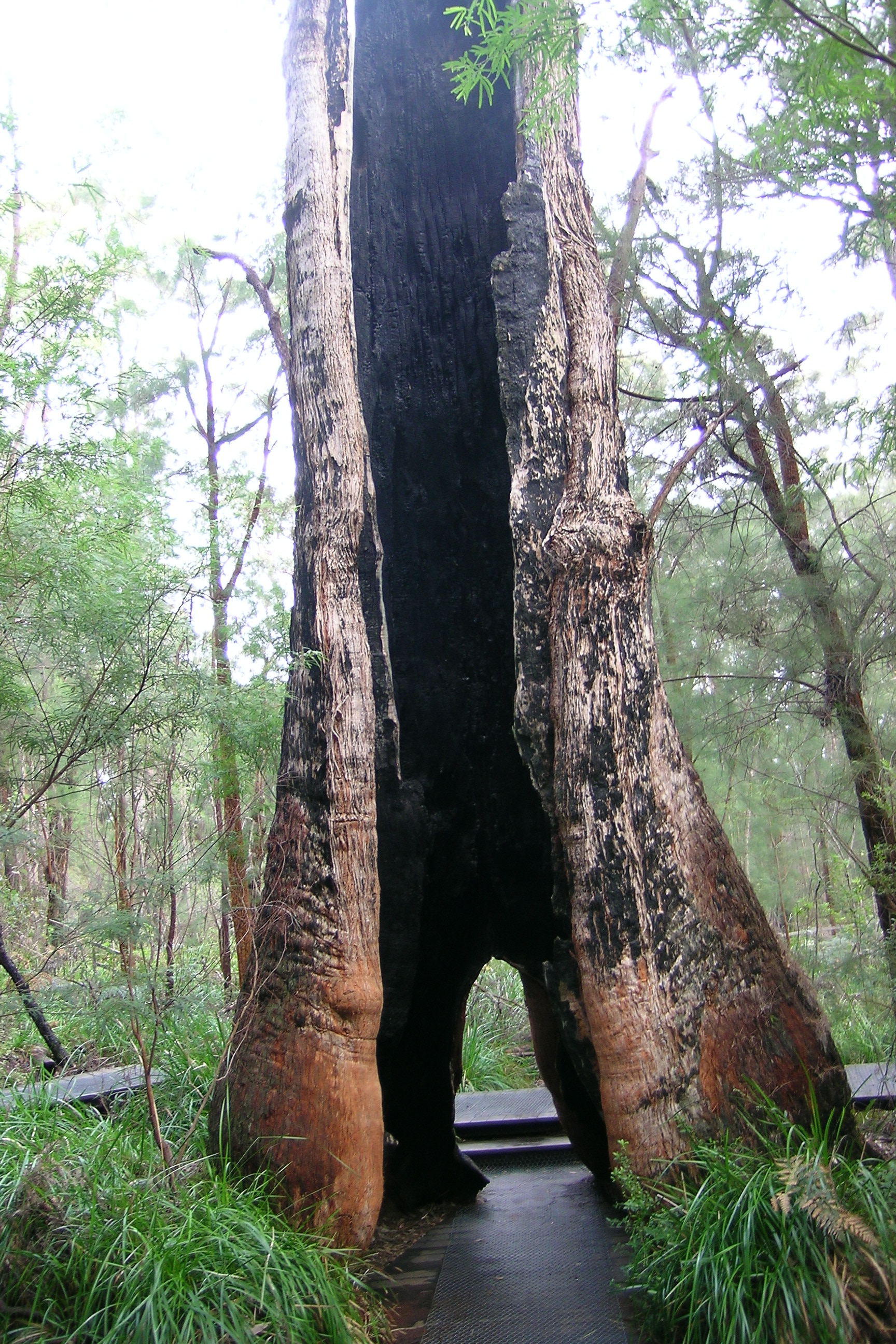
Wypalony pień